# Wang Yih-jiun
Wang Yih-jiun (王毅軍T, Wáng YìjūnP; Qingdao, 17 maggio 1926) è un ex cestista taiwanese.

## Carriera
Con Taiwan ha disputato i Giochi olimpici di Melbourne 1956 e i Campionati del mondo del 1954.